# Ocnerioxa delineata
Ocnerioxa delineata är en tvåvingeart som beskrevs av Erich Martin Hering 1941. Ocnerioxa delineata ingår i släktet Ocnerioxa och familjen borrflugor. Inga underarter finns listade i Catalogue of Life.